# Zajezdnia tramwajowa przy ulicy Folwarcznej w Poznaniu
Zajezdnia tramwajowa na Franowie w Poznaniu (pot. zajezdnia Franowo) – największa zajezdnia tramwajowa w Poznaniu 
Zajezdnia została wybudowana przy wsparciu Funduszu Spójności Unii Europejskiej w ramach programu Operacyjnego Infrastruktura i Środowisko. Inwestycja pochłonęła ponad 302 912 450,60 zł. Teren zajezdni obejmuje 17 ha na których w pierwszym etapie wybudowana została hala postojowa mogąca pomieścić 100 tramwajów, hala główna w której wykonywane są przeglądy, naprawy oraz mycie wagonów, biurowiec Wydziału Obsługi Taboru Tramwajowego WS2 Franowo oraz w tylnej części terenu biurowiec w którym znajduje się Wydział Sieci i Stacji oraz Wydział Utrzymania Torów i Dróg. Na obszarze zajezdni występuje rezerwa terenowa, która umożliwia dostosowanie terenu do stacjonowania kolejnych 50 tramwajów. Długość torów na terenie zajezdni to prawie 14 km, obsługiwanych przez 109 zwrotnic. Dojazd do zajezdni zapewnia tunel tramwajowy na Franowo. Jest to pierwsza zajezdnia w Polsce w której do zarządzania pracą i ruchem wykorzystuje się system DMS (Depot Management System) dostarczony przez niemiecki koncern PSI.

## Historia
O budowie nowej zajezdni tramwajowej, która przejęłaby tabor wydziału WS2 i część wydziału WS1 (głównie Tramino) mówiło się w Poznaniu już od ponad 20 lat. Garażowanie tramwajów, jak i ich brak w MPK Poznań były dość powszechnym problemem. Z tym drugim poradzono sobie w 1998 r. ściągając do Poznania wagony Düwag GT8 z Düsseldorfu i Frankfurtu nad Menem. Pierwszy problem próbowano rozwiązać budując tory odstawcze przy ulicy Budziszyńskiej, gdzie odstawiano wagony na noc po przeglądach w macierzystych zajezdniach, jednak było wiadomo, że jest to rozwiązanie tymczasowe i konieczne jest wybudowanie nowej zajezdni. Wskazywano różne lokalizacje, ale plany wciąż odsuwano w przyszłość.
Wobec perspektywy sprzedaży przez miasto w 2010 roku starej zajezdni przy ul. Gajowej w 2009 roku zapadła decyzja aby nowa zajezdnia powstała na poznańskim Franowie. Budowę nowej zajezdni rozpoczęto 5 września 2011 roku. Od 8 października 2012 na terenie zajezdni zaczęły stacjonować tramwaje stacjonujące dotychczas na pętlach Wilczak, Dębiec, Górczyn i os. Sobieskiego. Uroczyste otwarcie nastąpiło 7 maja 2014 roku od tego czasu funkcjonuje tutaj Wydział Obsługi Taboru Tramwajowego WS2 Franowo.

## Lokalizacja

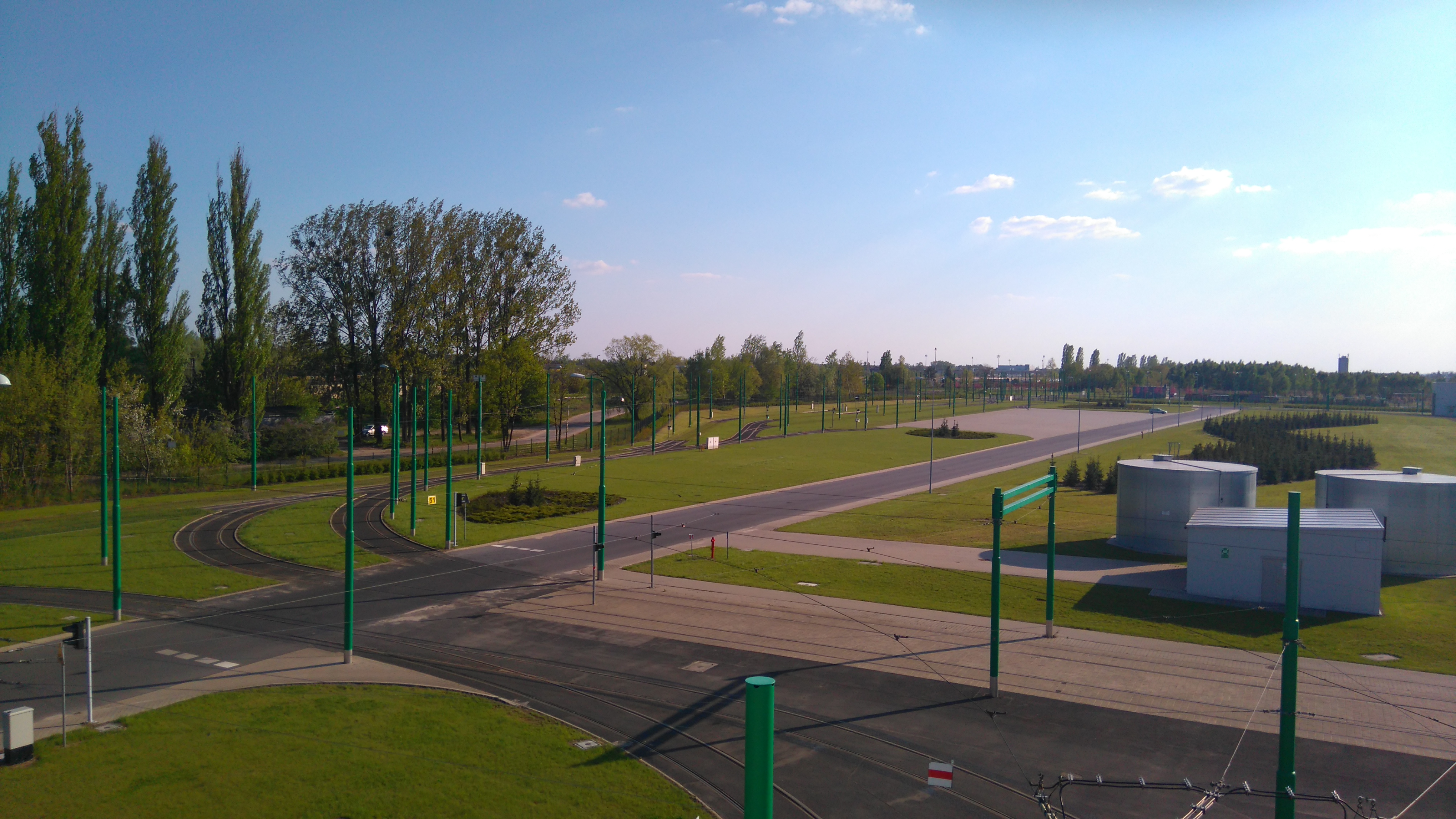
Teren zajezdni Franowo

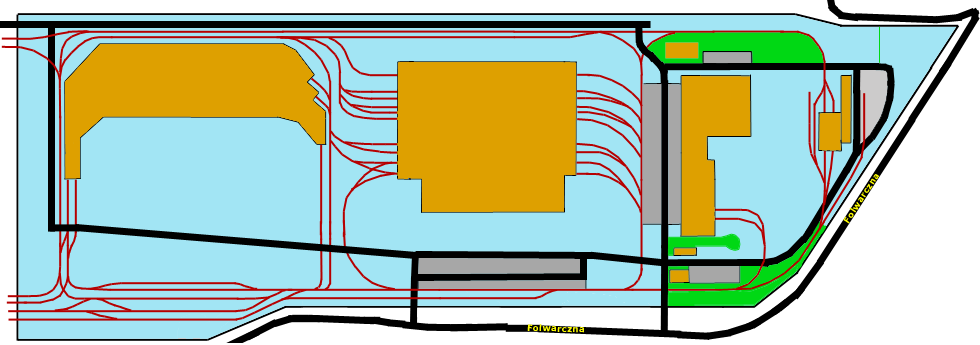
Plan zajezdni Franowo

Zajezdnia położona jest w południowo-wschodniej części Poznania w dzielnicy Nowe Miasto w rejonie ulic Folwarcznej i Szwajcarskiej, na terenie położonym między terenami Kompanii Piwowarskiej, a terenami PKP w rejonie stacji Poznań Franowo. Teren zajezdni od strony południowej i wschodniej ogranicza projektowana ul. Folwarczna. Zajmuje powierzchnię 17 hektarów i jest największą zajezdnią w Poznaniu. Na terenie zajezdni oprócz Wydziału Obsług Taboru Tramwajowego WS2 Franowo mieści się również biuro dyrektora technicznego, działu technicznego tramwajowego i autobusowego oraz wydziały sieci i stacji oraz wydziały utrzymania torów i dróg.

## Wyposażenie

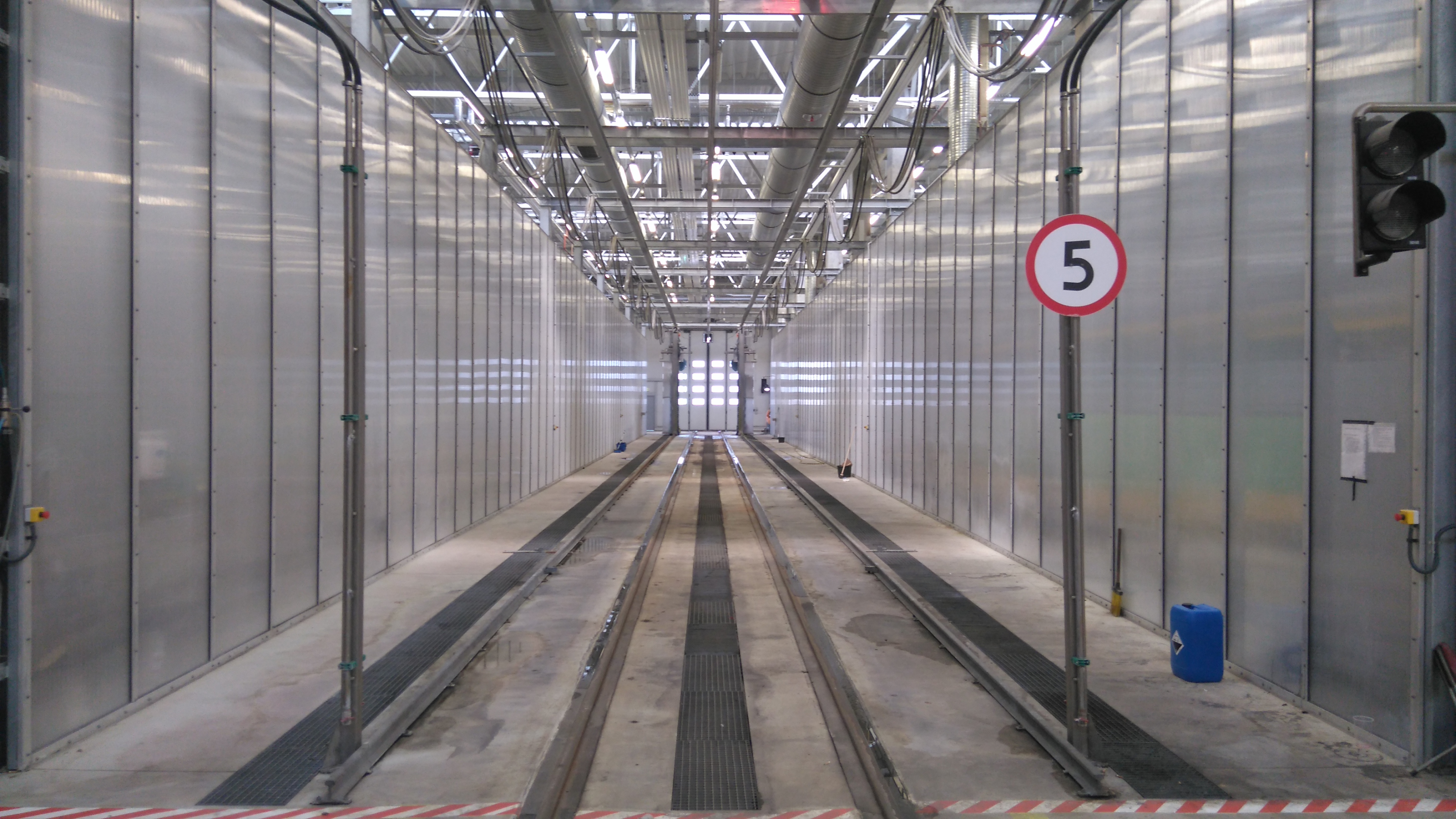
Myjnia stacjonarna na terenie zajezdni Franowo

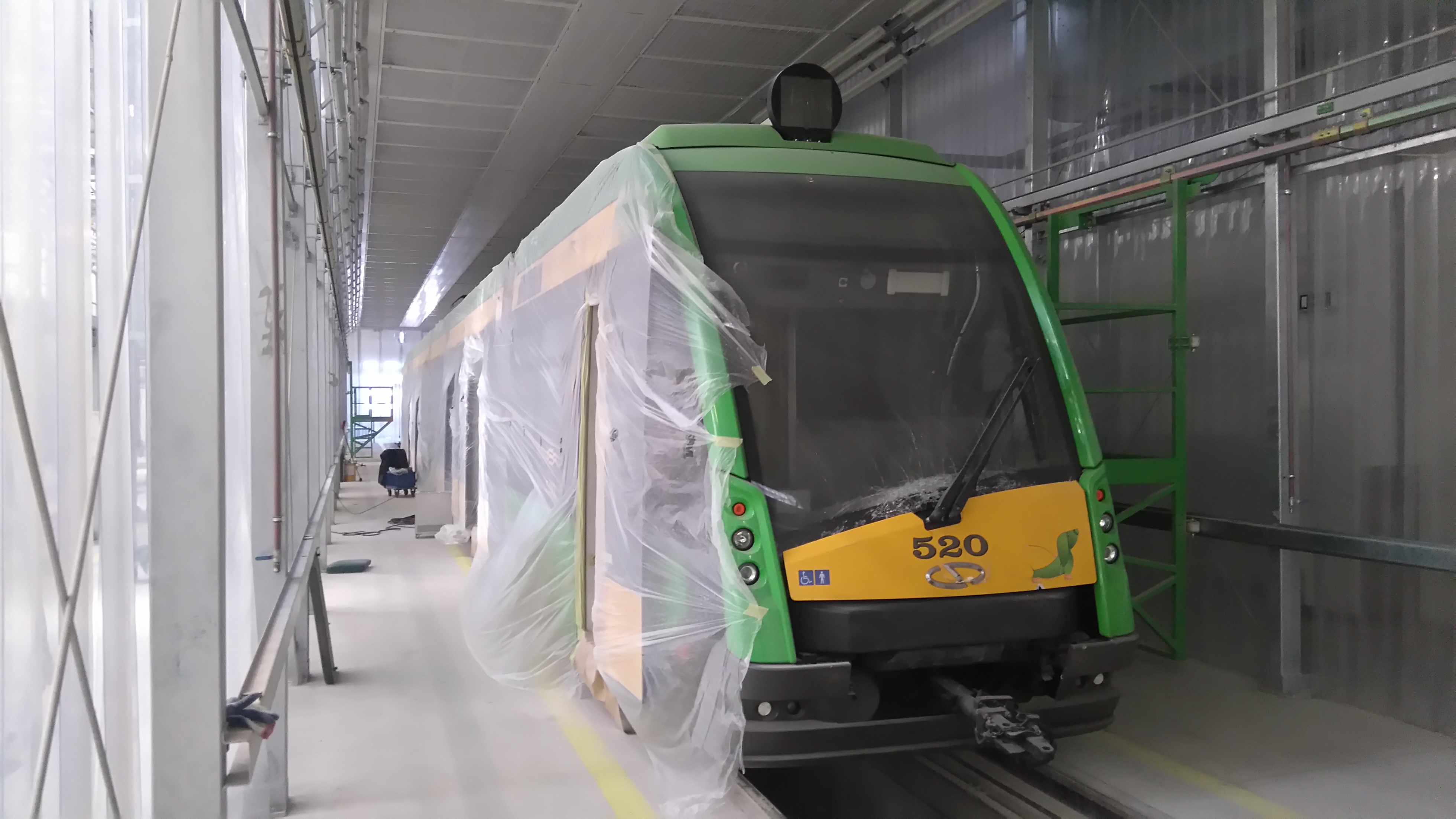
Wagon Tramino w kabinie przygotowania lakierniczego

Zajezdnia składa się z hali postojowej zajmującej powierzchnię 2 ha, w której zlokalizowanych jest 15 torów postojowych mogących pomieścić 100 wagonów tramwajowych o długości 35 metrów, hali głównej o powierzchni 1,7 ha, w której znajduje się 11 torów obsługowych przystosowanych do obsługi tramwajów 45 metrowych, pomieszczeń technicznych, magazynowych oraz biurowca, w którym znajduje się administracja zajezdni oraz biura dyrektora technicznego. W północnej części zajezdni został wydzielony teren, na którym znajduje się biurowiec z częścią warsztatową wydziałów sieci i stacji oraz torów i dróg, a także magazyny. Jako pierwsza zajezdnia w Polsce została wyposażona w system DMS (Depot Management System).
Jako nowoczesny obiekt zajezdnia Franowo została wyposażona w:
- myjnię przejazdową, dzięki której jest możliwość bieżącego mycia pojazdów w czasie zjazdu do zajezdni wieczorami,
- myjnię stacjonarną, gdzie wykonywanie jest dokładne mycie pojazdów (obie myjnie posiadają zamknięty obieg wody),
- dwa stanowiska z podnośnikami do podnoszenia pojazdów,
- tokarkę podtorową,
- lakiernię,
- stanowisko do laserowego badania profilu koła - umożliwia sprawdzanie poziomu zużycia obręczy koła,
- stanowiska do wykrywania płaskich miejsc na kołach tramwajów - dzięki temu stanowisku można wcześniej wykryć czy tramwaj nie hałasuje.

### System DMS
W związku z wielkością zajezdni MPK Poznań jako pierwszy przewoźnik w Polsce zdecydował się zaimplementować system zarządzania pracy w skrócie DMS (Depot Management System) dostarczony przez niemiecki koncern PSI. System ten zastępuje człowieka wszędzie tam gdzie jego działanie ma charakter rutynowy i powtarzalny. System identyfikuje pojazdy poprzez system VETRA, importuje ich dane, szereguje według wyznaczonych kryteriów, wyznacza trasy, miejsca postojowe i analizuje ich stan techniczny. Śledzenie położenia pojazdów w zajezdni dostarcza niezbędnych danych dla optymalnego zarządzania wieloma procesami m.in. wyznaczaniem miejsc postojowych i kolejności wyjazdu z zajezdni. Wykorzystanie systemu DMS pozwala na automatyczną lokalizację pojazdów od wjazdu, poprzez halę główną gdzie wykonywane są przeglądy techniczne do miejsca postojowego, aż do wyjazdu z zajezdni. Z uwagi na złożone wyposażenie techniczne zajezdni, wymagane dla obsługi nowoczesnego taboru tramwajowego, system integruje pracę wielu maszyn i urządzeń, gdzie niezbędne jest przesyłanie informacji pomiędzy sterowanymi obiektami wykonawczymi, diagnostycznymi oraz pracownikami zarządzającymi poszczególnymi działami. System DMS zapewnia przepływ dokumentów oraz pomaga w planowaniu zakresu obsługi oraz drobnych napraw tramwajów. Przyczynia się także do zwiększenia bezpieczeństwa w poruszaniu się po terenie zajezdni, gdyż wszystkie ruchy pojazdów są przez niego nadzorowane i kontrolowane.

## Tabor liniowy
Według stanu na 2023 na stanie zajezdni znajdują się następujące pojazdy:
| Zdjęcie                                            | Nazwa                                              | Początek eksploatacji                              | Producent                                                               | przewóz osób na wózkach                            | klimatyzacja przestrzeni pasażerskiej              | Liczba składów |
| -------------------------------------------------- | -------------------------------------------------- | -------------------------------------------------- | ----------------------------------------------------------------------- | -------------------------------------------------- | -------------------------------------------------- | -------------- |
|                                                    | Düwag GT8ZR                                        | 1997                                               | Düsseldorfer Waggonfabrik (obecnie Duewag).                             | N                                                  | N                                                  | 3              |
|                                                    | Moderus Gamma LF 01 AC                             | 2017                                               | Prototypowy wagon Modertrans Poznań. Wagon jest dzierżawiony przez MPK. | (100%)                                             | T                                                  | 1              |
|                                                    | Moderus Gamma LF02AC                               | 2018                                               | Modertrans Poznań                                                       | (100%)                                             | T                                                  | 30             |
|                                                    | Moderus Gamma LF03ACBD                             | 2019                                               | Modertrans Poznań                                                       | (100%)                                             | T                                                  | 20             |
|                                                    | Solaris Tramino S105P                              | 2011                                               | Solaris Bus & Coach.                                                    | (100%)                                             | T                                                  | 45             |
| Liczba składów                                     | Liczba składów                                     | Liczba składów                                     | Liczba składów                                                          | Liczba składów                                     | Liczba składów                                     | 99             |
| Udział składów niskowejściowych i niskopodłogowych | Udział składów niskowejściowych i niskopodłogowych | Udział składów niskowejściowych i niskopodłogowych | Udział składów niskowejściowych i niskopodłogowych                      | Udział składów niskowejściowych i niskopodłogowych | Udział składów niskowejściowych i niskopodłogowych | 96%            |
| Udział składów klimatyzowanych                     | Udział składów klimatyzowanych                     | Udział składów klimatyzowanych                     | Udział składów klimatyzowanych                                          | Udział składów klimatyzowanych                     | Udział składów klimatyzowanych                     | 96%            |

## Obsługiwane linie
Zajezdnia obsługuje linie: 
- 1 Junikowo ↔ Franowo
- 2 Ogrody ↔ Dębiec PKM
- 3  Błażeja ↔ Unii Lubelskiej
- 5 Górczyn PKM ↔ Zawady
- 6 Miłostowo ↔ Budziszyńska
- 7 Ogrody ↔ Połabska
- 9 Dębiec PKM ↔ Piątkowska
- 10 Błażeja ↔ Dębiec PKM
- 11 Piątkowska ↔ Unii Lubelskiej
- 12 Os. Sobieskiego ↔ Starołęka PKM
- 13 Starołęka PKM ↔ Junikowo
- 14 Os. Sobieskiego ↔ Górczyn PKM
- 15 Os. Sobieskiego ↔ Junikowo
- 16 Os. Sobieskiego ↔ Franowo
- 17 Górczyn PKM ↔ Starołęka PKM
- 18 Franowo ↔ Ogrody
- 19 Dębiec PKM ↔ Połabska